# Vladimír Koiš
Vladimír Kos (ur. 31 marca 1936, zm. 17 września 2017 w Pradze) – czechosłowacki piłkarz grający na pozycji napastnika.

## Kariera piłkarska
Koiš swoją przygodę z piłką rozpoczynał w 1956 w zespole Dukla Pardubice. Dwa lata później przeniósł się do Spartak Praha Stalingrad. Dla Spartaka występował przez 6 kolejnych sezonów i 130 meczach strzelił 23 bramki.
Od sezonu 1964/65 grał w Sparcie Praga. Wraz z Železná Sparta dwukrotnie zdobywał mistrzostwo Czechosłowacji w sezonach 1964/65 i 1966/67. Przez 4 lata gry w Sparcie zagrał w 104 spotkaniach ligowych, w których strzelił 18 bramek. W 1968 zakończył karierę piłkarską. 
| Sezon   | Klub                     | Kraj           | Rozgrywki                     | Mecze | Bramki |
| ------- | ------------------------ | -------------- | ----------------------------- | ----- | ------ |
| 1956    | Dukla Pardubice          | Czechosłowacja | 2. Liga                       |       |        |
| 1957/58 | Dukla Pardubice          | Czechosłowacja | Československá futbalová liga |       | 3      |
| 1958/59 | Spartak Praha Stalingrad | Czechosłowacja | Československá futbalová liga | 26    | 7      |
| 1959/60 | Spartak Praha Stalingrad | Czechosłowacja | Československá futbalová liga | 23    | 1      |
| 1960/61 | Spartak Praha Stalingrad | Czechosłowacja | Československá futbalová liga | 20    | 5      |
| 1961/62 | Spartak Praha Stalingrad | Czechosłowacja | Československá futbalová liga | 26    | 4      |
| 1962/63 | Spartak Praha Stalingrad | Czechosłowacja | Československá futbalová liga | 25    | 3      |
| 1963/64 | Spartak Praha Stalingrad | Czechosłowacja | Československá futbalová liga | 10    | 3      |
| 1964/65 | Sparta Praga             | Czechosłowacja | Československá futbalová liga | 18    | 4      |
| 1965/66 | Sparta Praga             | Czechosłowacja | Československá futbalová liga | 22    | 4      |
| 1966/67 | Sparta Praga             | Czechosłowacja | Československá futbalová liga | 1     | 0      |
| 1967/68 | Sparta Praga             | Czechosłowacja | Československá futbalová liga | 2     | 0      |

## Kariera reprezentacyjna
W 1962 został powołany przez trenera Rudolfa Vytlačila na Mistrzostwa Świata. Podczas turnieju był zawodnikiem rezerwowym, jednak jako członek drużyny narodowej zdobył srebrny medal imprezy, po przegranym 1:3 finale z Brazylią. Koiš nigdy nie zadebiutował w reprezentacji Czechosłowacji.

## Sukcesy
Czechosłowacja
- Mistrzostwa Świata (1): 1962 (2. miejsce)

Sparta Praga
- Mistrzostwo Czechosłowacji (2): 1964/65, 1966/67